# 올가 리파코바
올가 세르게예브나 리파코바(러시아어: О́льга Серге́евна Рыпако́ва, 1984년 11월 30일~)는 카자흐스탄의 전직 육상 선수로 결혼 전 성은 알렉세예바(러시아어: Алексе́ева)이다. 원래는 7종경기에서 활동했으나 2007년에 멀리뛰기, 세단뛰기로 전향했다. 올림픽에서 금메달 1개, 은메달 1개, 동메달 1개를 획득했으며, 아시안 게임에서는 금메달 4개, 은메달 1개, 동메달 1개를 획득했다. 2010년에 아시아 세단뛰기 신기록인 15.25m를 세웠다.

## 경력

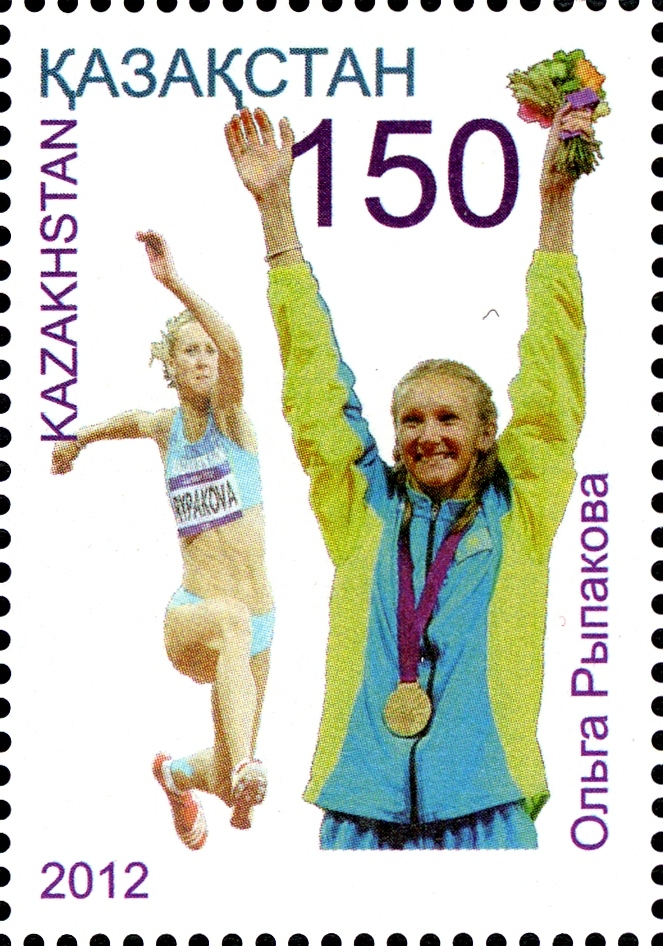
2013년 카자흐스탄에서 발매된 우표에 그려진 올가 리파코바

당시 소련의 구성국인 카자흐 SSR의 도시인 우스티카메노고르스크(현재의 외스케멘) 출신이다. 아버지인 세르게이 드미트리예비치 알렉세예프는 육상 지도자이다. 리파코바는 아버지의 영향을 받아 육상 선수가 되기로 했고, 입문 초기에는 7종경기 훈련을 받았다. 칠레 산티아고에서 열린 2000년 세계 주니어 육상 선수권 대회 멀리뛰기에서 5.63m를 기록하여 예선 11위, 전체 순위 23위를 차지했다. 헝가리 데브레첸에서 열린 2001년 세계 유스 육상 선수권 대회 7종경기에서는 5,198점을 기록했으나 4위를 차지하면서 메달을 획득하지 못했다. 하지만 자메이카 킹스턴에서 열린 2002년 세계 주니어 육상 선수권 대회에서 5,727점을 기록하면서 스웨덴의 카롤리나 클뤼프트에 이어 은메달을 차지했고 같은 해에 카자흐스탄 육상 선수권 대회에서 여자 7종경기 부문 우승을 차지했다.
2003년 5월에 이탈리아 데센차노델가르다에서 열린 멀티스타스 대회에서 5위를 차지했고 같은 해 8월에는 대한민국 대구에서 열린 2003년 하계 유니버시아드 7종경기에 출전하여 5690점으로 8위를 기록했다. 이후 10월에는 타지키스탄 두샨베에서 열린 2003년 중앙아시아 경기 대회 7종경기에서 5505점을 기록하면서 자신의 첫 국제 대회 금메달을 차지했다. 2004년에는 카자흐스탄 실내 육상 선수권 대회에서 실내 5종경기 부문 우승을 차지했고, 2005년 8월에 터키 이즈미르에서 열린 2005년 하계 유니버시아드 멀리뛰기에 참가하여 6.11m의 기록으로 예선 14위를 기록했다. 9월에는 대한민국 인천에서 열린 2005년 아시아 육상 선수권 대회 멀리뛰기에서 6.50m를 기록했으나 4위를 차지하면서 메달을 획득하지 못했다. 하지만 11월에 태국 파타야에서 열린 2005년 실내 아시안 게임 5종경기에서 3,954점을 기록하면서 태국의 왓차라폰 무심을 누르고 금메달을 획득했다.
2006년 2월 태국 파타야에서 열린 2006년 아시아 실내 육상 선수권 대회 5종경기에서 4,582점을 기록하면서 중화인민공화국의 류하이리와 태국의 아몬랏 위나토를 누르고 금메달을 차지했다. 3월에 러시아 모스크바에서 열린 2006년 세계 실내 육상 선수권 대회 5종경기에서는 4,368점을 기록했으나 7위를 차지하는 데에 그쳤다. 같은 해 12월 카타르 도하에서 열린 2006년 아시안 게임 7종경기에서 5995점을 기록하면서 인도의 소마 비스와스와 자부르 쇼바를 누르고 금메달을 차지했고 멀리뛰기에서 6.49m를 기록하면서 일본의 이케다 구미코와 인도의 안주 보비 조지의 뒤를 이어 동메달을 차지했다.
2007년 7월 요르단 암만에서 열린 2007년 아시아 육상 선수권 대회에 참가하여 멀리뛰기와 세단뛰기 2개의 금메달을 차지했다. 멀리뛰기에서는 6.66m를 기록하며 인도의 조지와 대한민국의 정순옥을 제치며 우승했고, 세단뛰기에서는 14.69m의 카자흐스탄 신기록으로 중화인민공화국의 사리와 같은 국가의 이리나 리트비넨코를 제치며 우승했다. 8월에 태국 방콕에서 열린 2007년 하계 유니버시아드에서 자신의 최고 기록인 6.85m를 기록하여 러시아의 옐레나 소콜로바와 그리스의 스틸리아니 필라투를 누르고 멀리뛰기 금메달을 차지하는 영예를 안았다. 이후 오사카에서 열린 2007년 세계 육상 선수권 대회에 참가하여 세단뛰기에 출전했으며 14.32m의 기록으로 10위를 기록했다. 이듬 해 카타르 도하에서 열린 2008년 아시아 실내 육상 선수권 대회 멀리뛰기에서 14.23m를 기록하여 중화인민공화국의 리첸과 류옌안을 누르고 금메달을 차지했으며 스페인 발렌시아에서 열린 2008년 세계 실내 육상 선수권 대회 세단뛰기에서 14.58m를 기록하여 쿠바의 야르헬리스 사비그네와 슬로베니아의 마리야 셰스타크의 뒤를 이어 동메달을 차지했다.
리파코바는 중화인민공화국 베이징에서 열린 2008년 하계 올림픽에 참가하여 멀리뛰기에서 아시아 신기록인 15.11m를 기록했으나 4위를 차지하는 데에 그쳤다. 그러나 국제 올림픽 위원회(IOC)가 2016년 11월 17일, 2017년 1월 25일에 공개된 공식 성명을 통해 2008년 베이징 하계 올림픽에서 은메달을 차지했던 러시아의 타티야나 레베데바, 동메달을 차지했던 그리스의 흐리소피이 데베지의 도핑 샘플 재검사를 통해 근육을 강화하는 스테로이드 성분의 금지 약물 가운데 하나인 스타노졸롤 양성 반응을 확인하고 해당 선수들이 획득했던 메달을 모두 박탈하기로 결정함에 따라 은메달로 격상되었다.
리파코바는 독일 베를린에서 열린 2009년 세계 육상 선수권 대회 멀리뛰기에 참가하여 13.91m를 기록했으나 11위를 차지하는 데에 그쳤다. 하지만 베트남 하노이에서 열린 2009년 실내 아시안 게임에서 멀리뛰기, 세단뛰기에서 금메달을 차지했다. 이 대회 멀리뛰기에서는 6.58m를 기록하며 우즈베키스탄의 율리야 타라소바와 인도의 말리아할 프라주샤를 꺾었고, 세단뛰기에서는 14.40m를 기록하며 같은 나라의 리트비넨코와 태국의 티띠마 무앙잔을 꺾었다. 또한 중화인민공화국 광저우에서 열린 2009년 아시아 육상 선수권 대회 멀리뛰기에서 14.53m를 기록하여 중화인민공화국의 쉬팅팅, 카자흐스탄의 리트비넨코를 누르고 금메달을 차지했으며, 카타르 도하에서 열린 2010년 세계 실내 육상 선수권 대회 멀리뛰기에서 아시아 신기록인 15.14m를 기록하면서 쿠바의 사비그네와 러시아의 안나 퍄티흐를 누르고 금메달을 차지했다. 이후 크로아티아 스플리트에서 열린 2010년 IAAF 컨티넨털컵 세단뛰기에서 아시아 신기록인 15.25m를 기록하면서 우크라이나의 올하 살라두하와 사비그네를 누르고 금메달을 차지했다. 같은 대회의 멀리뛰기에서는 6.60m의 기록으로 타라소바와 사비그네의 뒤를 이어 동메달을 획득했다.
리파코바는 중화인민공화국 광저우에서 열린 2010년 아시안 게임 세단뛰기에서 14.78m를 기록하여 중화인민공화국의 셰리메이와 태국의 무앙잔을 꺾고 금메달을 차지했으며 멀리뛰기에서는 6.50m를 기록하면서 6.53m를 기록한 대한민국의 정순옥에 이어 은메달을 차지했다. 2011년에는 대한민국 대구에서 열린 2011년 세계 육상 선수권 대회에 참가하여 세단뛰기에서는 14.89m를 기록하면서 14.94m를 기록한 우크라이나의 살라두하에 이어 은메달을 차지했다. 2012년 3월 터키 이스탄불에서 열린 2012년 세계 실내 육상 선수권 대회 세단뛰기에서는 14.63m를 기록하면서 영국의 야밀레 알다마의 뒤를 이어 은메달을 차지했다. 리파코바는 영국 런던에서 열린 2012년 하계 올림픽 세단뛰기에서 14.98m를 기록하여 콜롬비아의 카테리네 이바르궨과 우크라이나의 살라두하를 누르고 금메달을 차지했다. 또한 2012년 11월 8일에는 아시아 올림픽 평의회(OCA)로부터 카자흐스탄의 역도 선수인 줄피야 친샤늘로, 일리야 일린과 함께 2012년 올해의 아시아 선수로 선정되는 영예를 안았다.
2014년 대한민국 인천에서 열린 2014년 아시안 게임 세단뛰기에서 14.32m를 기록하여 우즈베키스탄의 알렉산드라 코틀랴로바와 같은 국가의 이리나 옉토바(리트비넨코)를 누르고 금메달을 차지했다. 이듬 해인 2015년에 중화인민공화국 베이징에서 열린 2015년 세계 육상 선수권 대회 세단뛰기에서 14.77m를 기록하면서 콜롬비아의 이바르궨과 이스라엘의 한나 크냐제바미넨코의 뒤를 이어 동메달을 차지했다. 2016년에는 카타르 도하에서 열린 2016년 세계 실내 육상 선수권 대회에서 세단뛰기 금메달, 멀리뛰기 동메달을 차지했다. 이 대회 멀리뛰기에서는 6.22m를 기록하며 인도의 마유하 조니와 베트남의 부이티투타오의 뒤를 이었고, 세단뛰기에서는 14.32m를 기록하며 조니와 옉토바를 꺾었다. 같은 해에 브라질 리우데자네이루에서 열린 2016년 하계 올림픽 세단뛰기에서 14.74m를 기록하면서 콜롬비아의 이바르궨과 베네수엘라의 율리마르 로하스의 뒤를 이어 동메달을 차지했다. 2017년에는 영국 런던에서 2017년 세계 육상 선수권 대회 세단뛰기에서는 14.77m를 기록하면서 로하스와 이바르궨의 뒤를 이어 동메달을 차지했다. 같은 해에 투르크메니스탄 아시가바트에서 열린 2017년 아시아 실내 무도 아시안 게임에서는 멀리뛰기와 세단뛰기 금메달을 획득했다. 리파코바는 이 대회의 멀리뛰기에서 6.43m를 기록하여 베트남의 부이티투타오와 인도의 니나 바라킬을 꺾었고, 세단뛰기에서는 14.32m를 기록하면서 같은 국가의 마리야 옵친니코바와 중화인민공화국의 탄추자오를 꺾었다.
2018년 8d월에는 인도네시아의 자카르타에서 열린 2018년 아시안 게임에 참가하였고, 세단뛰기에서 14.26m를 기록하여 태국의 빠르니야 추이마릉과 베트남의 부티멘을 누르고 금메달을 차지했다. 이듬 해인 2019년에는 카타르 도하에서 열린 2019년 세계 육상 선수권 대회에 참가하여 세단뛰기에 출전했으나 14.09m를 기록하여 결선에는 진출하지 못했다. 리파코바는 일본 도쿄에서 열린 2020년 하계 올림픽 개막식에서 카자흐스탄 선수단의 기수를 맡았는데 게임 속 공주 캐릭터를 연상시키는 드레스 차림으로 등장하여 화제를 모으기도 했다. 그러나 세단뛰기 예선에서 13.69m, 전체 순위 24위를 기록하면서 탈락했다.
도쿄 올림픽 이후 더 이상 국제 대회에 출전하지 않았으며 2023년 2월에 현역 은퇴를 선언했다.

## 개인사
남편인 데니스 리파코프도 카자흐스탄 국가대표 육상 선수로 두 사람 사이에 아나스타시야와 키릴이라는 자식을 낳았다.